# 內湖機廠

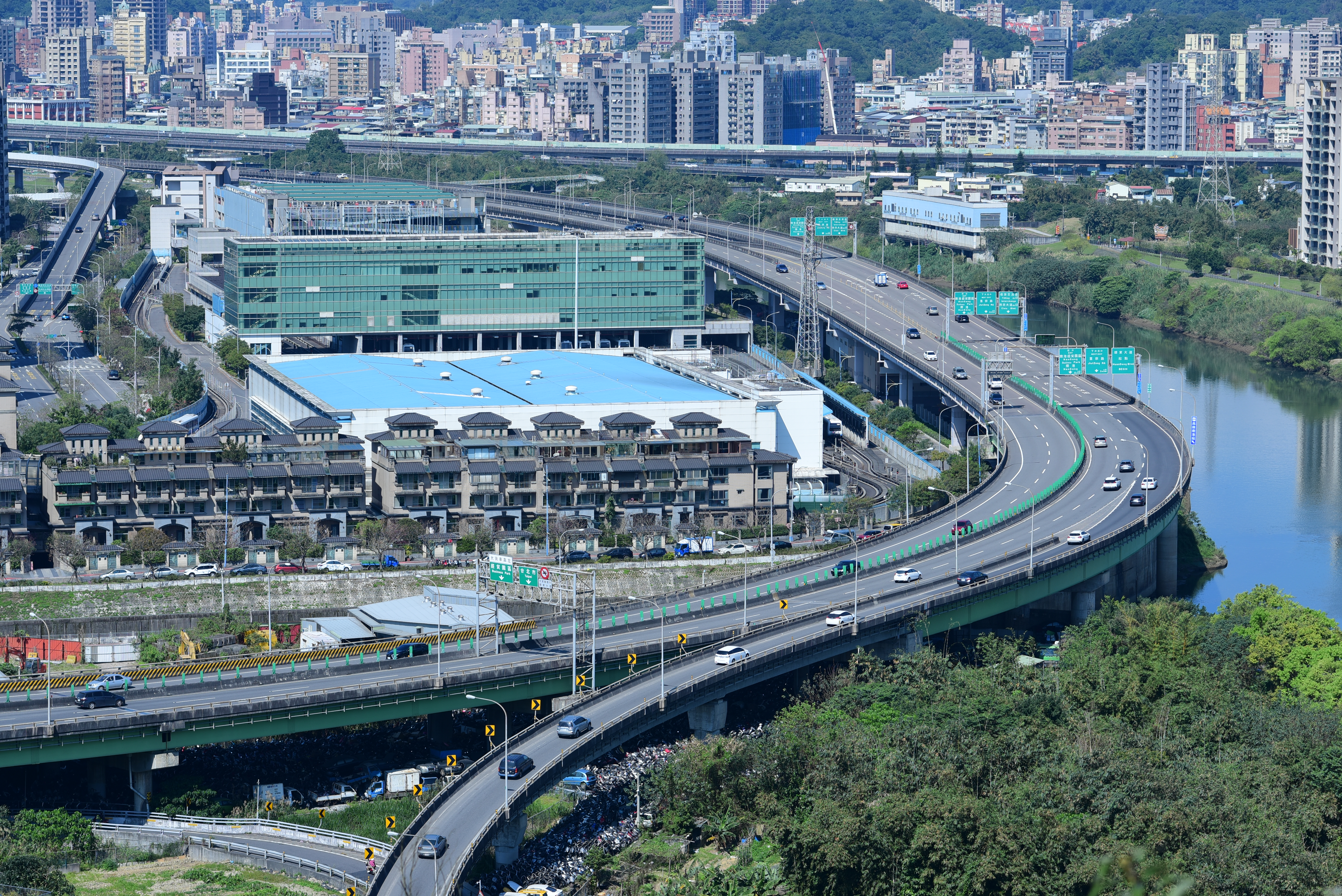
內湖機廠鳥瞰

內湖機廠（英語：Neihu Depot）為台北捷運文湖線的主要機廠，位於台灣台北市南港區南港展覽館站附近，地址是台北市南港區經貿一路77號。

## 機廠概要
內湖機廠內的行控中心啟用後取代原先在木柵機廠的行控中心的位置，而木柵機廠的行控中心轉為備用行控中心。

## 機廠位置
位於南港經貿園區東隅緊鄰基隆河之區域，環東高架道路下方，為一西北往東南走向之狹長基地，由東北側基隆河堤防汛道路至西南側之經貿一路；機廠全長約600公尺、寬約120公尺，面積約為7.11公頃。

## 機廠命名
本機廠命名較為特殊，雖名為內湖機廠，卻位於南港區。因其所在地南港已有板南線之南港機廠，而本機廠以維修保養內湖線為主，且離內湖區只有基隆河一水之隔，故以服務路線名稱內湖來命名。

## 主要設施

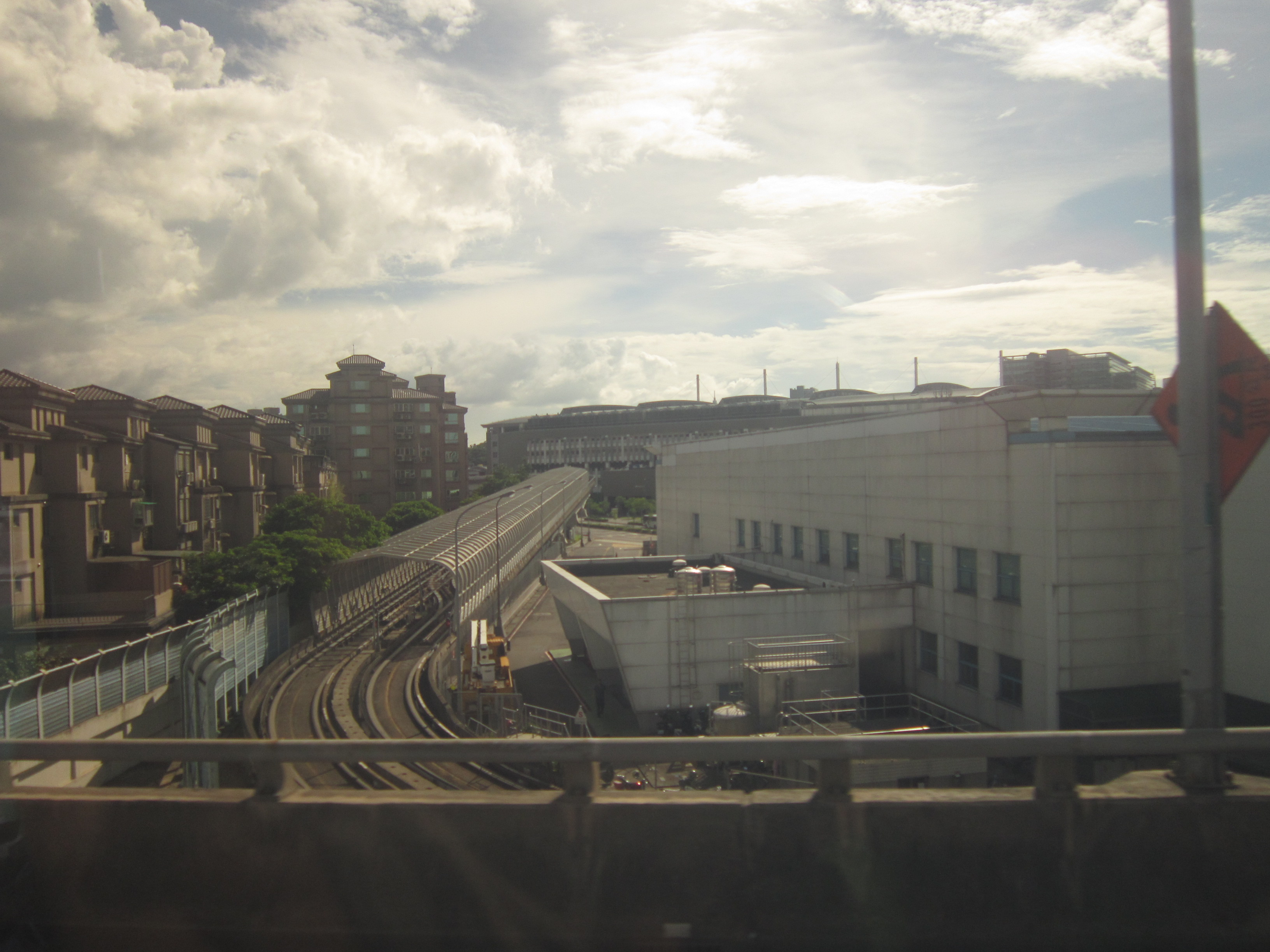
右側為機廠廠房，左側為機廠通往南港展覽館站的軌道

內湖機廠主要設施包含維修工廠、儲車大樓、行控中心、機電站、列車清洗區、底盤清洗房、主變電站、動力變電站、污水處理廠及噴漆房、扇型軌道區以及測試軌設施。

## 歷史
- 2009年2月22日：內湖機廠竣工
- 2009年7月4日：內湖機廠隨著內湖線通車正式投入調度。
- 2009年11月26日：早上8時33分，文湖線101號和107號列車在內湖機廠調度時，發生擦撞，損壞嚴重。 [3][4]